# 原伏蝇属
原伏蝇属（学名：Protophormia）为丽蝇科的一个属。

## 下属物种
本属包括以下物种：
- Protophormia atriceps (Zetterstedt, 1845)
- 新陆原伏蝇 Protophormia terraenovae (Robineau-Desvoidy, 1830)